# Claus Oppermann
Claus Oppermann (* 1589 in Goslar; † 1626 ebenda) war ein Münzmeister zur Kipper- und Wipperzeit.

## Leben
Geboren 1589 in Goslar, lernte er von 1608 bis 1614 als Münzgeselle in seiner Heimatstadt, wo er bis 1617 als solcher angestellt war. Von 1618 bis 1619 war er im Domkapitel Halberstadt als Münzmeister angestellt. Zeitgleich war er auch in Quedlinburg tätig, ehe er für acht Monate in Gehren tätig war und dort entlassen wurde. 1619 wurde er Münzmeister in Hameln und auf Schloss Calenberg. Nach kurzem Aufenthalt wechselte er seine Stellung und nahm eine Stelle in Bayreuth an. Markgraf Christian ließ dort unter Oppermann die erste Münzstätte seines Marktes einrichten. Die dort unter Oppermann gefertigten Drei- und Sechsbätzner waren von guter Qualität und wurden Oppermänner genannt. Zur Herstellung dieser Münzen nutze Oppermann ein Druckwerk statt der damals weit verbreiteten Mittel wie Hammer. Im November 1620 schlug Oppermann dem Marktgrafen vor, eine weitere Münze in Hof einzurichten. Hierzu bat er um einen Vorschuss von 1000 Gulden, welchen er in drei Wochen begleichen wolle. Die Schulden beglich er jedoch nicht und floh in den Harz. Dort war er ab 1621 Münzmeister in Altenau, Zellerfeld und Elbingerode.
Am 4. Februar 1622 wurde sein Haus in Goslar von aufständischen Schneidern geplündert und demoliert. Von 1622 bis 1624 war Oppermann Münzmeister in Halberstadt und von 1624 bis 1626 in Goslar. 1624 bat der Rat der Stadt Hildesheim den Rat von Goslar um die Auslieferung Oppermanns, da er in Hildesheim den Juden 750 Reichstaler schuldig war. Oppermann wurde zu einer Geldstrafe von 3000 Reichstalern verurteilt. Ein weiteres Mal fiel Oppermann juristisch 1624 in Halberstadt auf. Er wurde der Kipperei beschuldigt, sowie des Totschlags, als es zu einem Angriff auf sein Haus in Wehrstedt kam. 1626 wurde Oppermann als Münzmeister in Amberg genannt. Über sein Ableben 1626 ist nichts bekannt.